# 고형곤
고형곤(高亨坤, 1906년 4월 16일~2004년 6월 25일)은 일제강점기와 대한민국의 철학자, 정치가이다. 호는 청송(廳松)이다. 본관은 제주(濟州)이다. 고건 제30대·35대 국무총리의 아버지이다.

## 학력
- 경성제국대학교 철학 학사
- 경성제국대학교 대학원 철학 석사
- 서울대학교 대학원 철학 박사

## 생애
고형곤 박사는 전라북도 임피군 남일면 상갈리(현 군산시 임피면 월하리 상갈마을)에서 고병소(高炳韶)와  풍양 조씨 사이에서 태어났다. 한국 서양철학 1세대의 학자로서 활발한 활동을 하며 1971년 대한민국학술원상 저작상과 1994년 국민훈장 무궁화장 등을 수상하였다.

## 경력
- 연희전문학교 강사
- 서울대학교 문리과대학 철학과 교수
- 학술원 회원(철학)
- 한국철학회 초대 회장
- 美 예일대학교 교환교수
- 전북대학교 총장
- 제6대 군산시-옥구군 지역구 국회의원(민정당-민중당-신민당)
- 민정당 사무총장
- 대한민국학술원 원로회원
- 대한민국학술원 종신회원

## 역대 선거 결과
| 실시년도 | 선거   | 대수 | 직책     | 선거구             | 정당   | 득표수   | 득표율          | 순위 | 당락 | 비고 |
| -------- | ------ | ---- | -------- | ------------------ | ------ | -------- | --------------- | ---- | ---- | ---- |
| 1963년   | 총선   | 6대  | 국회의원 | 전북 군산시·옥구군 | 민정당 | 21,024표 | \| \| 30.23% \| | 1위  |      | 초선 |
|          | 30.23% |      |          |                    |        |          |                 |      |      |      |